# Ryōsuke Takayasu
Ryōsuke Takayasu (japanisch 高安 亮介 Takayasu Ryōsuke; * 14. Mai 1984 in der Präfektur Chiba) ist ein ehemaliger japanischer Fußballspieler.

## Karriere
Takayasu erlernte das Fußballspielen in der Universitätsmannschaft der Internationale Budō-Universität. Seinen ersten Vertrag unterschrieb er 2007 bei Tochigi SC. Der Verein spielte in der dritthöchsten Liga des Landes, der Japan Football League. 2008 wurde er mit dem Verein Vizemeister der Japan Football League und stieg in die J2 League auf. 2010 wechselte er zum Drittligisten Tochigi Uva FC. Ende 2012 beendete er seine Karriere als Fußballspieler.